# Zaqueo de Jerusalén
Zaqueo de Jerusalén (Palestina, siglo I-116) fue un obispo de Jerusalén. Es venerado como santo en toda la cristiandad. Fue el cuarto obispo de Jerusalén desde Santiago el Apóstol, sucediendo a Justo I de Jerusalén en 111. Muerto en 116, fue sucedido por Tobías.
Es nombrado por Eusebio de Cesarea (265-340) como obispo de Cesarea de Palestina e historiador del origen de la Iglesia que, en su Historia eclesiástica, ennumera los nombres de los primeros obispos de Jerusalén citando a Santiago el Apóstol, Simeón, Justo y Zaqueo. Es citado también por varios hagiógrafos, incluyendo César Baronio en el siglo siglo XVI.